# Sissiboo River
Sissiboo River är ett vattendrag i Kanada.   Det ligger i provinsen Nova Scotia, i den sydöstra delen av landet, 800 km öster om huvudstaden Ottawa.

## Omgivning
I omgivningarna runt Sissiboo River växer i huvudsak blandskog. Runt Sissiboo River är det glesbefolkat, med 9 invånare per kvadratkilometer.